# Waldemar von Preußen (1868–1879)

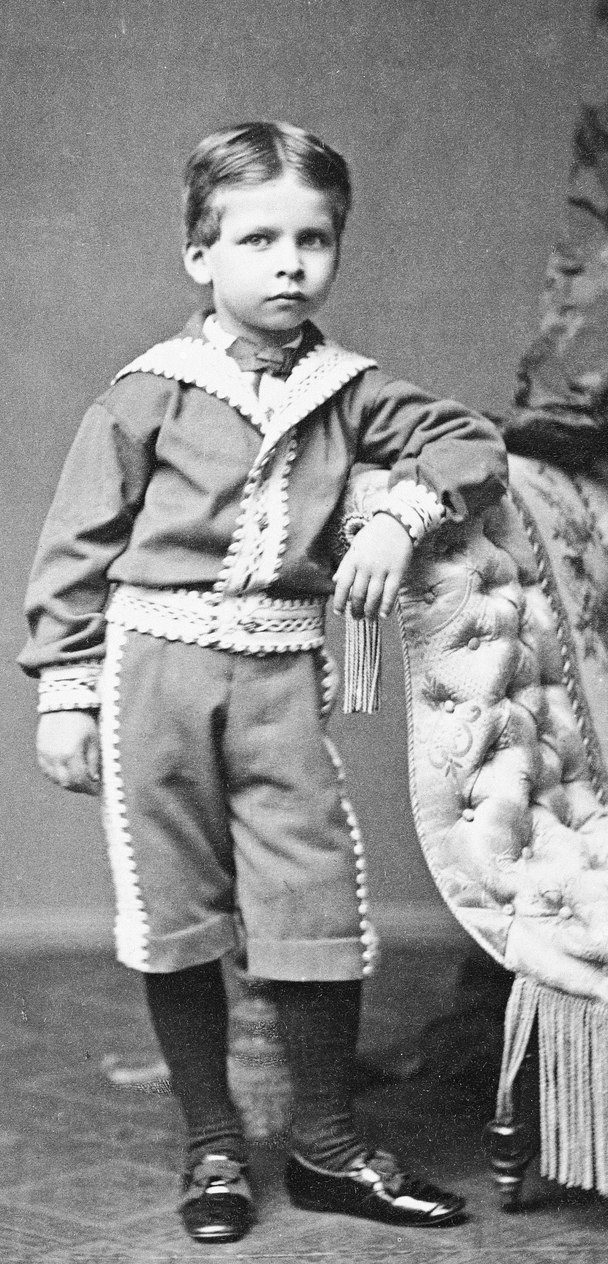
Prinz Waldemar im Jahr 1873

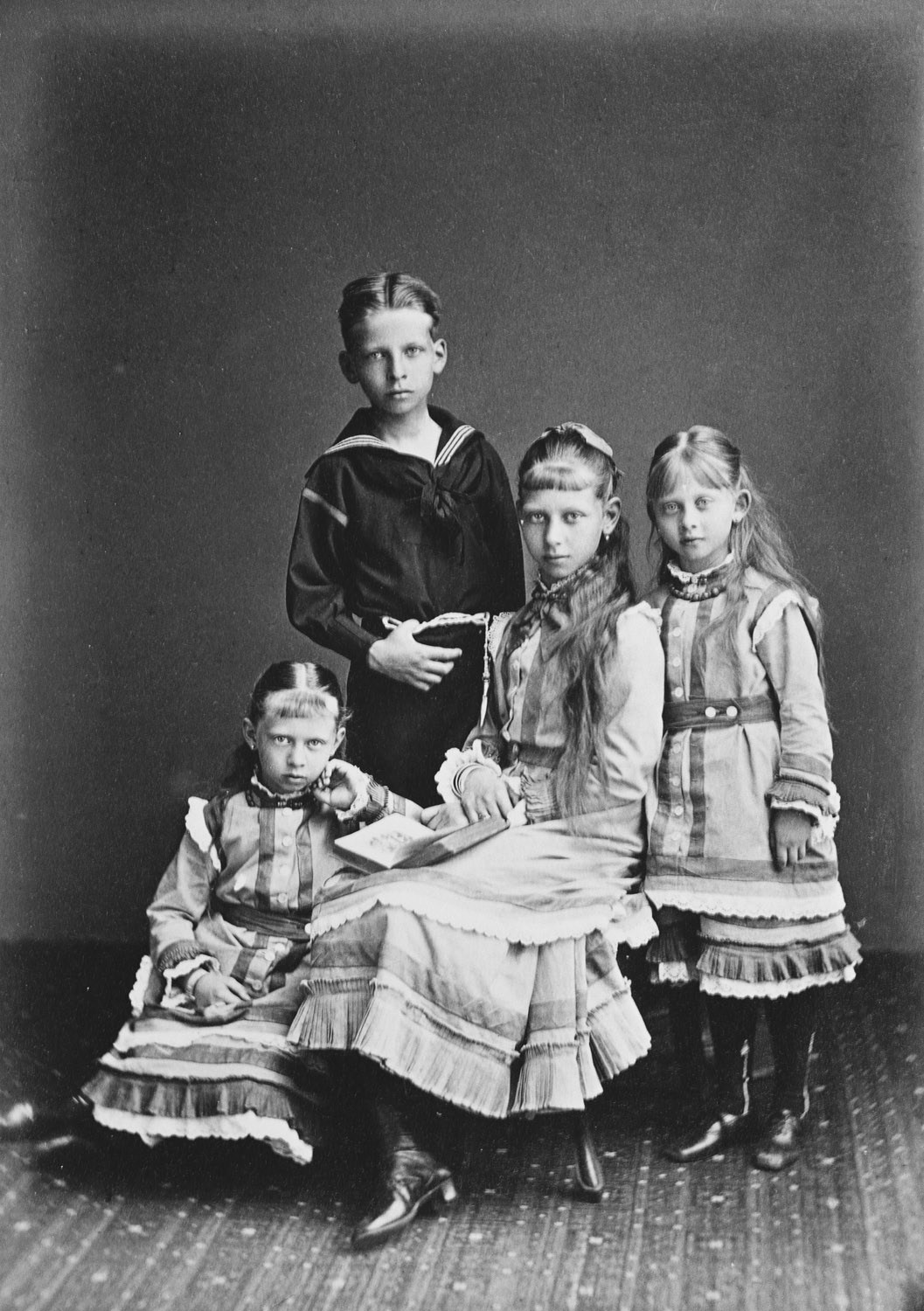
Prinz Waldemar mit den Schwestern Sophie, Viktoria und Margarethe im Juni 1878

Waldemar von Preußen, vollständiger Name Joachim Friedrich Ernst Waldemar von Preußen (* 10. Februar 1868 im Kronprinzenpalais in Berlin; † 27. März 1879 im Neuen Palais in Potsdam), war ein Mitglied des Hauses Hohenzollern.

## Leben
Prinz Waldemar war das sechste Kind des späteren deutschen Kaisers Friedrich III. und der Princess Royal, Victoria von Großbritannien und Irland. Durch seine Mutter war er ein Enkel der Königin Victoria und deren Prinzgemahl Albert von Sachsen-Coburg und Gotha.
Prinz Waldemar war der Lieblingssohn des Kronprinzenpaares. Er war ein lebhafter und fröhlicher Junge und liebte es, seiner Familie, im Besonderen seinen Geschwistern, Streiche zu spielen. Seine Leidenschaft galt den vielen Tieren, die er halten durfte. Zu einem Besuch der Kronprinzenfamilie im Vereinigten Königreich durfte er sein Krokodil mitnehmen, was dann zu großem Aufruhr bei seiner Großmutter, der Königin sorgte, da es plötzlich zu deren Füßen weilte.
Traditionsgemäß trat der Prinz mit zehn Jahren als Leutnant in das 1. Garde-Regiment zu Fuß ein. Am 10. Februar 1878 wurde er von seinem Großvater Kaiser Wilhelm I. in den Schwarzen Adlerorden aufgenommen.

Am elften Geburtstag Waldemars schrieb seine Mutter an Königin Victoria über ihn:

„Er ist so ein liebes Kind, & obwohl er temperamentvoll und manchmal nicht leicht zu bändigen ist, ist er so zuverlässig und ehrlich ...Wenn der Himmel ihn verschont, bin ich sicher, daß er überall geliebt werden wird & daß man ihm vertrauen wird.“

Ende März 1879 erkrankte Prinz Waldemar an Diphtherie und starb an den Folgen der Krankheit.
Nach seinem Tod wurde Prinz Waldemar zunächst neben seinem Bruder Prinz Sigismund, der 1866 gestorben war, in der Sigismund-Kapelle in der Potsdamer Friedenskirche beigesetzt. Nach der Fertigstellung des Kaiser-Friedrich-Mausoleums wurde der Sarg dorthin überführt. Reinhold Begas wurde mit der Herstellung eines Marmorsarkophags beauftragt. Heute ruht Prinz Waldemar links in der Apsis des Mausoleums.
Im Blauen Salon der Burg Hohenzollern hängt ein Bild Waldemars, das seine Mutter um 1878 malte.
Sein älterer Bruder Heinrich von Preußen benannte später seinen ältesten Sohn Waldemar von Preußen nach dem früh verstorbenen Bruder.

## Vorfahren
| Franz (Sachsen-Coburg-Saalfeld) (Herzog von Sachsen-Coburg-Saalfeld) ∞ Auguste | Franz (Sachsen-Coburg-Saalfeld) (Herzog von Sachsen-Coburg-Saalfeld) ∞ Auguste | Franz (Sachsen-Coburg-Saalfeld) (Herzog von Sachsen-Coburg-Saalfeld) ∞ Auguste | Franz (Sachsen-Coburg-Saalfeld) (Herzog von Sachsen-Coburg-Saalfeld) ∞ Auguste | Franz (Sachsen-Coburg-Saalfeld) (Herzog von Sachsen-Coburg-Saalfeld) ∞ Auguste | Franz (Sachsen-Coburg-Saalfeld) (Herzog von Sachsen-Coburg-Saalfeld) ∞ Auguste |  |  | Georg III. (König von Großbritannien und Irland, Kurfürst von Hannover) ∞ Sophie Charlotte | Georg III. (König von Großbritannien und Irland, Kurfürst von Hannover) ∞ Sophie Charlotte | Georg III. (König von Großbritannien und Irland, Kurfürst von Hannover) ∞ Sophie Charlotte | Georg III. (König von Großbritannien und Irland, Kurfürst von Hannover) ∞ Sophie Charlotte | Georg III. (König von Großbritannien und Irland, Kurfürst von Hannover) ∞ Sophie Charlotte | Georg III. (König von Großbritannien und Irland, Kurfürst von Hannover) ∞ Sophie Charlotte |  |  | August (Sachsen-Gotha-Altenburg) (Herzog von Sachsen-Gotha-Altenburg) ∞ Luise Charlotte zu Mecklenburg | August (Sachsen-Gotha-Altenburg) (Herzog von Sachsen-Gotha-Altenburg) ∞ Luise Charlotte zu Mecklenburg | August (Sachsen-Gotha-Altenburg) (Herzog von Sachsen-Gotha-Altenburg) ∞ Luise Charlotte zu Mecklenburg | August (Sachsen-Gotha-Altenburg) (Herzog von Sachsen-Gotha-Altenburg) ∞ Luise Charlotte zu Mecklenburg | August (Sachsen-Gotha-Altenburg) (Herzog von Sachsen-Gotha-Altenburg) ∞ Luise Charlotte zu Mecklenburg | August (Sachsen-Gotha-Altenburg) (Herzog von Sachsen-Gotha-Altenburg) ∞ Luise Charlotte zu Mecklenburg |  |  | Franz (Sachsen-Coburg-Saalfeld) (Herzog von Sachsen-Coburg-Saalfeld) ∞ Auguste | Franz (Sachsen-Coburg-Saalfeld) (Herzog von Sachsen-Coburg-Saalfeld) ∞ Auguste | Franz (Sachsen-Coburg-Saalfeld) (Herzog von Sachsen-Coburg-Saalfeld) ∞ Auguste | Franz (Sachsen-Coburg-Saalfeld) (Herzog von Sachsen-Coburg-Saalfeld) ∞ Auguste | Franz (Sachsen-Coburg-Saalfeld) (Herzog von Sachsen-Coburg-Saalfeld) ∞ Auguste | Franz (Sachsen-Coburg-Saalfeld) (Herzog von Sachsen-Coburg-Saalfeld) ∞ Auguste |                                           |                                           | Friedrich Wilhelm II. (König von Preußen) ∞ Friederike Luise | Friedrich Wilhelm II. (König von Preußen) ∞ Friederike Luise | Friedrich Wilhelm II. (König von Preußen) ∞ Friederike Luise | Friedrich Wilhelm II. (König von Preußen) ∞ Friederike Luise | Friedrich Wilhelm II. (König von Preußen) ∞ Friederike Luise | Friedrich Wilhelm II. (König von Preußen) ∞ Friederike Luise |                                   |                                   | Karl II. (Herzog von Mecklenburg-Strelitz) ∞ Friederike Caroline Luise | Karl II. (Herzog von Mecklenburg-Strelitz) ∞ Friederike Caroline Luise | Karl II. (Herzog von Mecklenburg-Strelitz) ∞ Friederike Caroline Luise | Karl II. (Herzog von Mecklenburg-Strelitz) ∞ Friederike Caroline Luise | Karl II. (Herzog von Mecklenburg-Strelitz) ∞ Friederike Caroline Luise | Karl II. (Herzog von Mecklenburg-Strelitz) ∞ Friederike Caroline Luise |                               |                               | Carl August (Großherzog von Sachsen-Weimar-Eisenach) ∞ Luise | Carl August (Großherzog von Sachsen-Weimar-Eisenach) ∞ Luise | Carl August (Großherzog von Sachsen-Weimar-Eisenach) ∞ Luise | Carl August (Großherzog von Sachsen-Weimar-Eisenach) ∞ Luise | Carl August (Großherzog von Sachsen-Weimar-Eisenach) ∞ Luise | Carl August (Großherzog von Sachsen-Weimar-Eisenach) ∞ Luise |                             |                             | Paul I. (Kaiser von Russland) ∞ Sophie Dorothee           | Paul I. (Kaiser von Russland) ∞ Sophie Dorothee           | Paul I. (Kaiser von Russland) ∞ Sophie Dorothee           | Paul I. (Kaiser von Russland) ∞ Sophie Dorothee           | Paul I. (Kaiser von Russland) ∞ Sophie Dorothee           | Paul I. (Kaiser von Russland) ∞ Sophie Dorothee           |  |  |  |  |  |  |  |  |  |  |  |  |  |  |  |  |  |  |  |  |  |  |  |  |  |  |  |  |  |  |  |  |  |  |  |  |  |  |  |  |  |  |  |  |  |  |  |  |
| Franz (Sachsen-Coburg-Saalfeld) (Herzog von Sachsen-Coburg-Saalfeld) ∞ Auguste | Franz (Sachsen-Coburg-Saalfeld) (Herzog von Sachsen-Coburg-Saalfeld) ∞ Auguste | Franz (Sachsen-Coburg-Saalfeld) (Herzog von Sachsen-Coburg-Saalfeld) ∞ Auguste | Franz (Sachsen-Coburg-Saalfeld) (Herzog von Sachsen-Coburg-Saalfeld) ∞ Auguste | Franz (Sachsen-Coburg-Saalfeld) (Herzog von Sachsen-Coburg-Saalfeld) ∞ Auguste | Franz (Sachsen-Coburg-Saalfeld) (Herzog von Sachsen-Coburg-Saalfeld) ∞ Auguste |  |  | Georg III. (König von Großbritannien und Irland, Kurfürst von Hannover) ∞ Sophie Charlotte | Georg III. (König von Großbritannien und Irland, Kurfürst von Hannover) ∞ Sophie Charlotte | Georg III. (König von Großbritannien und Irland, Kurfürst von Hannover) ∞ Sophie Charlotte | Georg III. (König von Großbritannien und Irland, Kurfürst von Hannover) ∞ Sophie Charlotte | Georg III. (König von Großbritannien und Irland, Kurfürst von Hannover) ∞ Sophie Charlotte | Georg III. (König von Großbritannien und Irland, Kurfürst von Hannover) ∞ Sophie Charlotte |  |  | August (Sachsen-Gotha-Altenburg) (Herzog von Sachsen-Gotha-Altenburg) ∞ Luise Charlotte zu Mecklenburg | August (Sachsen-Gotha-Altenburg) (Herzog von Sachsen-Gotha-Altenburg) ∞ Luise Charlotte zu Mecklenburg | August (Sachsen-Gotha-Altenburg) (Herzog von Sachsen-Gotha-Altenburg) ∞ Luise Charlotte zu Mecklenburg | August (Sachsen-Gotha-Altenburg) (Herzog von Sachsen-Gotha-Altenburg) ∞ Luise Charlotte zu Mecklenburg | August (Sachsen-Gotha-Altenburg) (Herzog von Sachsen-Gotha-Altenburg) ∞ Luise Charlotte zu Mecklenburg | August (Sachsen-Gotha-Altenburg) (Herzog von Sachsen-Gotha-Altenburg) ∞ Luise Charlotte zu Mecklenburg |  |  | Franz (Sachsen-Coburg-Saalfeld) (Herzog von Sachsen-Coburg-Saalfeld) ∞ Auguste | Franz (Sachsen-Coburg-Saalfeld) (Herzog von Sachsen-Coburg-Saalfeld) ∞ Auguste | Franz (Sachsen-Coburg-Saalfeld) (Herzog von Sachsen-Coburg-Saalfeld) ∞ Auguste | Franz (Sachsen-Coburg-Saalfeld) (Herzog von Sachsen-Coburg-Saalfeld) ∞ Auguste | Franz (Sachsen-Coburg-Saalfeld) (Herzog von Sachsen-Coburg-Saalfeld) ∞ Auguste | Franz (Sachsen-Coburg-Saalfeld) (Herzog von Sachsen-Coburg-Saalfeld) ∞ Auguste |                                           |                                           | Friedrich Wilhelm II. (König von Preußen) ∞ Friederike Luise | Friedrich Wilhelm II. (König von Preußen) ∞ Friederike Luise | Friedrich Wilhelm II. (König von Preußen) ∞ Friederike Luise | Friedrich Wilhelm II. (König von Preußen) ∞ Friederike Luise | Friedrich Wilhelm II. (König von Preußen) ∞ Friederike Luise | Friedrich Wilhelm II. (König von Preußen) ∞ Friederike Luise |                                   |                                   | Karl II. (Herzog von Mecklenburg-Strelitz) ∞ Friederike Caroline Luise | Karl II. (Herzog von Mecklenburg-Strelitz) ∞ Friederike Caroline Luise | Karl II. (Herzog von Mecklenburg-Strelitz) ∞ Friederike Caroline Luise | Karl II. (Herzog von Mecklenburg-Strelitz) ∞ Friederike Caroline Luise | Karl II. (Herzog von Mecklenburg-Strelitz) ∞ Friederike Caroline Luise | Karl II. (Herzog von Mecklenburg-Strelitz) ∞ Friederike Caroline Luise |                               |                               | Carl August (Großherzog von Sachsen-Weimar-Eisenach) ∞ Luise | Carl August (Großherzog von Sachsen-Weimar-Eisenach) ∞ Luise | Carl August (Großherzog von Sachsen-Weimar-Eisenach) ∞ Luise | Carl August (Großherzog von Sachsen-Weimar-Eisenach) ∞ Luise | Carl August (Großherzog von Sachsen-Weimar-Eisenach) ∞ Luise | Carl August (Großherzog von Sachsen-Weimar-Eisenach) ∞ Luise |                             |                             | Paul I. (Kaiser von Russland) ∞ Sophie Dorothee           | Paul I. (Kaiser von Russland) ∞ Sophie Dorothee           | Paul I. (Kaiser von Russland) ∞ Sophie Dorothee           | Paul I. (Kaiser von Russland) ∞ Sophie Dorothee           | Paul I. (Kaiser von Russland) ∞ Sophie Dorothee           | Paul I. (Kaiser von Russland) ∞ Sophie Dorothee           |  |  |  |  |  |  |  |  |  |  |  |  |  |  |  |  |  |  |  |  |  |  |  |  |  |  |  |  |  |  |  |  |  |  |  |  |  |  |  |  |  |  |  |  |  |  |  |  |
| Victoire (Herzogin von Kent)                                                   | Victoire (Herzogin von Kent)                                                   | Victoire (Herzogin von Kent)                                                   | Victoire (Herzogin von Kent)                                                   | Victoire (Herzogin von Kent)                                                   | Victoire (Herzogin von Kent)                                                   |  |  | Edward Augustus (Herzog von Kent)                                                          | Edward Augustus (Herzog von Kent)                                                          | Edward Augustus (Herzog von Kent)                                                          | Edward Augustus (Herzog von Kent)                                                          | Edward Augustus (Herzog von Kent)                                                          | Edward Augustus (Herzog von Kent)                                                          |  |  | Luise (Herzogin von Sachsen-Coburg-Saalfeld)                                                           | Luise (Herzogin von Sachsen-Coburg-Saalfeld)                                                           | Luise (Herzogin von Sachsen-Coburg-Saalfeld)                                                           | Luise (Herzogin von Sachsen-Coburg-Saalfeld)                                                           | Luise (Herzogin von Sachsen-Coburg-Saalfeld)                                                           | Luise (Herzogin von Sachsen-Coburg-Saalfeld)                                                           |  |  | Ernst I. (Herzog von Sachsen-Coburg-Gotha)                                     | Ernst I. (Herzog von Sachsen-Coburg-Gotha)                                     | Ernst I. (Herzog von Sachsen-Coburg-Gotha)                                     | Ernst I. (Herzog von Sachsen-Coburg-Gotha)                                     | Ernst I. (Herzog von Sachsen-Coburg-Gotha)                                     | Ernst I. (Herzog von Sachsen-Coburg-Gotha)                                     |                                           |                                           | Friedrich Wilhelm III. (König von Preußen)                   | Friedrich Wilhelm III. (König von Preußen)                   | Friedrich Wilhelm III. (König von Preußen)                   | Friedrich Wilhelm III. (König von Preußen)                   | Friedrich Wilhelm III. (König von Preußen)                   | Friedrich Wilhelm III. (König von Preußen)                   |                                   |                                   | Luise (Königin von Preußen)                                            | Luise (Königin von Preußen)                                            | Luise (Königin von Preußen)                                            | Luise (Königin von Preußen)                                            | Luise (Königin von Preußen)                                            | Luise (Königin von Preußen)                                            |                               |                               | Carl Friedrich (Großherzog von Sachsen-Weimar-Eisenach)      | Carl Friedrich (Großherzog von Sachsen-Weimar-Eisenach)      | Carl Friedrich (Großherzog von Sachsen-Weimar-Eisenach)      | Carl Friedrich (Großherzog von Sachsen-Weimar-Eisenach)      | Carl Friedrich (Großherzog von Sachsen-Weimar-Eisenach)      | Carl Friedrich (Großherzog von Sachsen-Weimar-Eisenach)      |                             |                             | Maria Pawlowna (Großherzogin von Sachsen-Weimar-Eisenach) | Maria Pawlowna (Großherzogin von Sachsen-Weimar-Eisenach) | Maria Pawlowna (Großherzogin von Sachsen-Weimar-Eisenach) | Maria Pawlowna (Großherzogin von Sachsen-Weimar-Eisenach) | Maria Pawlowna (Großherzogin von Sachsen-Weimar-Eisenach) | Maria Pawlowna (Großherzogin von Sachsen-Weimar-Eisenach) |  |  |  |  |  |  |  |  |  |  |  |  |  |  |  |  |  |  |  |  |  |  |  |  |  |  |  |  |  |  |  |  |  |  |  |  |  |  |  |  |  |  |  |  |  |  |  |  |
| Victoire (Herzogin von Kent)                                                   | Victoire (Herzogin von Kent)                                                   | Victoire (Herzogin von Kent)                                                   | Victoire (Herzogin von Kent)                                                   | Victoire (Herzogin von Kent)                                                   | Victoire (Herzogin von Kent)                                                   |  |  | Edward Augustus (Herzog von Kent)                                                          | Edward Augustus (Herzog von Kent)                                                          | Edward Augustus (Herzog von Kent)                                                          | Edward Augustus (Herzog von Kent)                                                          | Edward Augustus (Herzog von Kent)                                                          | Edward Augustus (Herzog von Kent)                                                          |  |  | Luise (Herzogin von Sachsen-Coburg-Saalfeld)                                                           | Luise (Herzogin von Sachsen-Coburg-Saalfeld)                                                           | Luise (Herzogin von Sachsen-Coburg-Saalfeld)                                                           | Luise (Herzogin von Sachsen-Coburg-Saalfeld)                                                           | Luise (Herzogin von Sachsen-Coburg-Saalfeld)                                                           | Luise (Herzogin von Sachsen-Coburg-Saalfeld)                                                           |  |  | Ernst I. (Herzog von Sachsen-Coburg-Gotha)                                     | Ernst I. (Herzog von Sachsen-Coburg-Gotha)                                     | Ernst I. (Herzog von Sachsen-Coburg-Gotha)                                     | Ernst I. (Herzog von Sachsen-Coburg-Gotha)                                     | Ernst I. (Herzog von Sachsen-Coburg-Gotha)                                     | Ernst I. (Herzog von Sachsen-Coburg-Gotha)                                     |                                           |                                           | Friedrich Wilhelm III. (König von Preußen)                   | Friedrich Wilhelm III. (König von Preußen)                   | Friedrich Wilhelm III. (König von Preußen)                   | Friedrich Wilhelm III. (König von Preußen)                   | Friedrich Wilhelm III. (König von Preußen)                   | Friedrich Wilhelm III. (König von Preußen)                   |                                   |                                   | Luise (Königin von Preußen)                                            | Luise (Königin von Preußen)                                            | Luise (Königin von Preußen)                                            | Luise (Königin von Preußen)                                            | Luise (Königin von Preußen)                                            | Luise (Königin von Preußen)                                            |                               |                               | Carl Friedrich (Großherzog von Sachsen-Weimar-Eisenach)      | Carl Friedrich (Großherzog von Sachsen-Weimar-Eisenach)      | Carl Friedrich (Großherzog von Sachsen-Weimar-Eisenach)      | Carl Friedrich (Großherzog von Sachsen-Weimar-Eisenach)      | Carl Friedrich (Großherzog von Sachsen-Weimar-Eisenach)      | Carl Friedrich (Großherzog von Sachsen-Weimar-Eisenach)      |                             |                             | Maria Pawlowna (Großherzogin von Sachsen-Weimar-Eisenach) | Maria Pawlowna (Großherzogin von Sachsen-Weimar-Eisenach) | Maria Pawlowna (Großherzogin von Sachsen-Weimar-Eisenach) | Maria Pawlowna (Großherzogin von Sachsen-Weimar-Eisenach) | Maria Pawlowna (Großherzogin von Sachsen-Weimar-Eisenach) | Maria Pawlowna (Großherzogin von Sachsen-Weimar-Eisenach) |  |  |  |  |  |  |  |  |  |  |  |  |  |  |  |  |  |  |  |  |  |  |  |  |  |  |  |  |  |  |  |  |  |  |  |  |  |  |  |  |  |  |  |  |  |  |  |  |
|                                                                                |                                                                                |                                                                                |                                                                                |                                                                                |                                                                                |  |  |                                                                                            |                                                                                            |                                                                                            |                                                                                            |                                                                                            |                                                                                            |  |  | | | | | | |  |  |                                                                                |                                                                                |                                                                                |                                                                                |                                                                                |                                                                                |                                           |                                           |                                                              |                                                              |                                                              |                                                              |                                                              |                                                              |                                   |                                   |                                                                        |                                                                        |                                                                        |                                                                        |                                                                        |                                                                        |                               |                               |                                                              |                                                              |                                                              |                                                              |                                                              |                                                              |                             |                             |                                                           |                                                           |                                                           |                                                           |                                                           |                                                           |  |  |  |  |  |  |  |  |  |  |  |  |  |  |  |  |  |  |  |  |  |  |  |  |  |  |  |  |  |  |  |  |  |  |  |  |  |  |  |  |  |  |  |  |  |  |  |  |
|                                                                                |                                                                                |                                                                                |                                                                                |                                                                                |                                                                                |  |  |                                                                                            |                                                                                            |                                                                                            |                                                                                            |                                                                                            |                                                                                            |  |  | | | | | | |  |  |                                                                                |                                                                                |                                                                                |                                                                                |                                                                                |                                                                                |                                           |                                           |                                                              |                                                              |                                                              |                                                              |                                                              |                                                              |                                   |                                   |                                                                        |                                                                        |                                                                        |                                                                        |                                                                        |                                                                        |                               |                               |                                                              |                                                              |                                                              |                                                              |                                                              |                                                              |                             |                             |                                                           |                                                           |                                                           |                                                           |                                                           |                                                           |  |  |  |  |  |  |  |  |  |  |  |  |  |  |  |  |  |  |  |  |  |  |  |  |  |  |  |  |  |  |  |  |  |  |  |  |  |  |  |  |  |  |  |  |  |  |  |  |
|                                                                                |                                                                                |                                                                                |                                                                                |                                                                                |                                                                                |  |  | Victoria (Königin des Vereinigten Königreiches Großbritannien und Irland)                  | Victoria (Königin des Vereinigten Königreiches Großbritannien und Irland)                  | Victoria (Königin des Vereinigten Königreiches Großbritannien und Irland)                  | Victoria (Königin des Vereinigten Königreiches Großbritannien und Irland)                  | Victoria (Königin des Vereinigten Königreiches Großbritannien und Irland)                  | Victoria (Königin des Vereinigten Königreiches Großbritannien und Irland)                  |  |  | Albert (Britischer Prinzgemahl)                                                                        | Albert (Britischer Prinzgemahl)                                                                        | Albert (Britischer Prinzgemahl)                                                                        | Albert (Britischer Prinzgemahl)                                                                        | Albert (Britischer Prinzgemahl)                                                                        | Albert (Britischer Prinzgemahl)                                                                        |  |  |                                                                                |                                                                                |                                                                                |                                                                                | Friedrich Wilhelm IV. (König von Preußen)                                      | Friedrich Wilhelm IV. (König von Preußen)                                      | Friedrich Wilhelm IV. (König von Preußen) | Friedrich Wilhelm IV. (König von Preußen) | Friedrich Wilhelm IV. (König von Preußen)                    | Friedrich Wilhelm IV. (König von Preußen)                    |                                                              |                                                              | Charlotte (Kaiserin von Russland)                            | Charlotte (Kaiserin von Russland)                            | Charlotte (Kaiserin von Russland) | Charlotte (Kaiserin von Russland) | Charlotte (Kaiserin von Russland)                                      | Charlotte (Kaiserin von Russland)                                      |                                                                        |                                                                        | Wilhelm I. (Deutscher Kaiser)                                          | Wilhelm I. (Deutscher Kaiser)                                          | Wilhelm I. (Deutscher Kaiser) | Wilhelm I. (Deutscher Kaiser) | Wilhelm I. (Deutscher Kaiser)                                | Wilhelm I. (Deutscher Kaiser)                                |                                                              |                                                              | Augusta (Deutsche Kaiserin)                                  | Augusta (Deutsche Kaiserin)                                  | Augusta (Deutsche Kaiserin) | Augusta (Deutsche Kaiserin) | Augusta (Deutsche Kaiserin)                               | Augusta (Deutsche Kaiserin)                               |                                                           |                                                           |                                                           |                                                           |  |  |  |  |  |  |  |  |  |  |  |  |  |  |  |  |  |  |  |  |  |  |  |  |  |  |  |  |  |  |  |  |  |  |  |  |  |  |  |  |  |  |  |  |  |  |  |  |
|                                                                                |                                                                                |                                                                                |                                                                                |                                                                                |                                                                                |  |  | Victoria (Königin des Vereinigten Königreiches Großbritannien und Irland)                  | Victoria (Königin des Vereinigten Königreiches Großbritannien und Irland)                  | Victoria (Königin des Vereinigten Königreiches Großbritannien und Irland)                  | Victoria (Königin des Vereinigten Königreiches Großbritannien und Irland)                  | Victoria (Königin des Vereinigten Königreiches Großbritannien und Irland)                  | Victoria (Königin des Vereinigten Königreiches Großbritannien und Irland)                  |  |  | Albert (Britischer Prinzgemahl)                                                                        | Albert (Britischer Prinzgemahl)                                                                        | Albert (Britischer Prinzgemahl)                                                                        | Albert (Britischer Prinzgemahl)                                                                        | Albert (Britischer Prinzgemahl)                                                                        | Albert (Britischer Prinzgemahl)                                                                        |  |  |                                                                                |                                                                                |                                                                                |                                                                                | Friedrich Wilhelm IV. (König von Preußen)                                      | Friedrich Wilhelm IV. (König von Preußen)                                      | Friedrich Wilhelm IV. (König von Preußen) | Friedrich Wilhelm IV. (König von Preußen) | Friedrich Wilhelm IV. (König von Preußen)                    | Friedrich Wilhelm IV. (König von Preußen)                    |                                                              |                                                              | Charlotte (Kaiserin von Russland)                            | Charlotte (Kaiserin von Russland)                            | Charlotte (Kaiserin von Russland) | Charlotte (Kaiserin von Russland) | Charlotte (Kaiserin von Russland)                                      | Charlotte (Kaiserin von Russland)                                      |                                                                        |                                                                        | Wilhelm I. (Deutscher Kaiser)                                          | Wilhelm I. (Deutscher Kaiser)                                          | Wilhelm I. (Deutscher Kaiser) | Wilhelm I. (Deutscher Kaiser) | Wilhelm I. (Deutscher Kaiser)                                | Wilhelm I. (Deutscher Kaiser)                                |                                                              |                                                              | Augusta (Deutsche Kaiserin)                                  | Augusta (Deutsche Kaiserin)                                  | Augusta (Deutsche Kaiserin) | Augusta (Deutsche Kaiserin) | Augusta (Deutsche Kaiserin)                               | Augusta (Deutsche Kaiserin)                               |                                                           |                                                           |                                                           |                                                           |  |  |  |  |  |  |  |  |  |  |  |  |  |  |  |  |  |  |  |  |  |  |  |  |  |  |  |  |  |  |  |  |  |  |  |  |  |  |  |  |  |  |  |  |  |  |  |  |
|                                                                                |                                                                                |                                                                                |                                                                                |                                                                                |                                                                                |  |  |                                                                                            |                                                                                            |                                                                                            |                                                                                            |                                                                                            |                                                                                            |  |  | | | | | | |  |  |                                                                                |                                                                                |                                                                                |                                                                                |                                                                                |                                                                                |                                           |                                           |                                                              |                                                              |                                                              |                                                              |                                                              |                                                              |                                   |                                   |                                                                        |                                                                        |                                                                        |                                                                        |                                                                        |                                                                        |                               |                               |                                                              |                                                              |                                                              |                                                              |                                                              |                                                              |                             |                             |                                                           |                                                           |                                                           |                                                           |                                                           |                                                           |  |  |  |  |  |  |  |  |  |  |  |  |  |  |  |  |  |  |  |  |  |  |  |  |  |  |  |  |  |  |  |  |  |  |  |  |  |  |  |  |  |  |  |  |  |  |  |  |
|                                                                                |                                                                                |                                                                                |                                                                                |                                                                                |                                                                                |  |  |                                                                                            |                                                                                            |                                                                                            |                                                                                            |                                                                                            |                                                                                            |  |  | | | | | | |  |  |                                                                                |                                                                                |                                                                                |                                                                                |                                                                                |                                                                                |                                           |                                           |                                                              |                                                              |                                                              |                                                              |                                                              |                                                              |                                   |                                   |                                                                        |                                                                        |                                                                        |                                                                        |                                                                        |                                                                        |                               |                               |                                                              |                                                              |                                                              |                                                              |                                                              |                                                              |                             |                             |                                                           |                                                           |                                                           |                                                           |                                                           |                                                           |  |  |  |  |  |  |  |  |  |  |  |  |  |  |  |  |  |  |  |  |  |  |  |  |  |  |  |  |  |  |  |  |  |  |  |  |  |  |  |  |  |  |  |  |  |  |  |  |
|                                                                                |                                                                                |                                                                                |                                                                                |                                                                                |                                                                                |  |  |                                                                                            |                                                                                            |                                                                                            |                                                                                            |                                                                                            |                                                                                            |  |  | Eduard VII. (König des Vereinigten Königreiches Großbritannien und Irland)                             | Eduard VII. (König des Vereinigten Königreiches Großbritannien und Irland)                             | Eduard VII. (König des Vereinigten Königreiches Großbritannien und Irland)                             | Eduard VII. (König des Vereinigten Königreiches Großbritannien und Irland)                             | Eduard VII. (König des Vereinigten Königreiches Großbritannien und Irland)                             | Eduard VII. (König des Vereinigten Königreiches Großbritannien und Irland)                             |  |  | Victoria (Deutsche Kaiserin)                                                   | Victoria (Deutsche Kaiserin)                                                   | Victoria (Deutsche Kaiserin)                                                   | Victoria (Deutsche Kaiserin)                                                   | Victoria (Deutsche Kaiserin)                                                   | Victoria (Deutsche Kaiserin)                                                   |                                           |                                           | Friedrich III. (Deutscher Kaiser)                            | Friedrich III. (Deutscher Kaiser)                            | Friedrich III. (Deutscher Kaiser)                            | Friedrich III. (Deutscher Kaiser)                            | Friedrich III. (Deutscher Kaiser)                            | Friedrich III. (Deutscher Kaiser)                            |                                   |                                   | Luise (Großherzogin von Baden)                                         | Luise (Großherzogin von Baden)                                         | Luise (Großherzogin von Baden)                                         | Luise (Großherzogin von Baden)                                         | Luise (Großherzogin von Baden)                                         | Luise (Großherzogin von Baden)                                         |                               |                               |                                                              |                                                              |                                                              |                                                              |                                                              |                                                              |                             |                             |                                                           |                                                           |                                                           |                                                           |                                                           |                                                           |  |  |  |  |  |  |  |  |  |  |  |  |  |  |  |  |  |  |  |  |  |  |  |  |  |  |  |  |  |  |  |  |  |  |  |  |  |  |  |  |  |  |  |  |  |  |  |  |
|                                                                                |                                                                                |                                                                                |                                                                                |                                                                                |                                                                                |  |  |                                                                                            |                                                                                            |                                                                                            |                                                                                            |                                                                                            |                                                                                            |  |  | Eduard VII. (König des Vereinigten Königreiches Großbritannien und Irland)                             | Eduard VII. (König des Vereinigten Königreiches Großbritannien und Irland)                             | Eduard VII. (König des Vereinigten Königreiches Großbritannien und Irland)                             | Eduard VII. (König des Vereinigten Königreiches Großbritannien und Irland)                             | Eduard VII. (König des Vereinigten Königreiches Großbritannien und Irland)                             | Eduard VII. (König des Vereinigten Königreiches Großbritannien und Irland)                             |  |  | Victoria (Deutsche Kaiserin)                                                   | Victoria (Deutsche Kaiserin)                                                   | Victoria (Deutsche Kaiserin)                                                   | Victoria (Deutsche Kaiserin)                                                   | Victoria (Deutsche Kaiserin)                                                   | Victoria (Deutsche Kaiserin)                                                   |                                           |                                           | Friedrich III. (Deutscher Kaiser)                            | Friedrich III. (Deutscher Kaiser)                            | Friedrich III. (Deutscher Kaiser)                            | Friedrich III. (Deutscher Kaiser)                            | Friedrich III. (Deutscher Kaiser)                            | Friedrich III. (Deutscher Kaiser)                            |                                   |                                   | Luise (Großherzogin von Baden)                                         | Luise (Großherzogin von Baden)                                         | Luise (Großherzogin von Baden)                                         | Luise (Großherzogin von Baden)                                         | Luise (Großherzogin von Baden)                                         | Luise (Großherzogin von Baden)                                         |                               |                               |                                                              |                                                              |                                                              |                                                              |                                                              |                                                              |                             |                             |                                                           |                                                           |                                                           |                                                           |                                                           |                                                           |  |  |  |  |  |  |  |  |  |  |  |  |  |  |  |  |  |  |  |  |  |  |  |  |  |  |  |  |  |  |  |  |  |  |  |  |  |  |  |  |  |  |  |  |  |  |  |  |
|                                                                                |                                                                                |                                                                                |                                                                                |                                                                                |                                                                                |  |  |                                                                                            |                                                                                            |                                                                                            |                                                                                            |                                                                                            |                                                                                            |  |  | | | | | | |  |  |                                                                                |                                                                                |                                                                                |                                                                                |                                                                                |                                                                                |                                           |                                           |                                                              |                                                              |                                                              |                                                              |                                                              |                                                              |                                   |                                   |                                                                        |                                                                        |                                                                        |                                                                        |                                                                        |                                                                        |                               |                               |                                                              |                                                              |                                                              |                                                              |                                                              |                                                              |                             |                             |                                                           |                                                           |                                                           |                                                           |                                                           |                                                           |  |  |  |  |  |  |  |  |  |  |  |  |  |  |  |  |  |  |  |  |  |  |  |  |  |  |  |  |  |  |  |  |  |  |  |  |  |  |  |  |  |  |  |  |  |  |  |  |
|                                                                                |                                                                                |                                                                                |                                                                                |                                                                                |                                                                                |  |  |                                                                                            |                                                                                            |                                                                                            |                                                                                            |                                                                                            |                                                                                            |  |  | | | | | | |  |  |                                                                                |                                                                                |                                                                                |                                                                                |                                                                                |                                                                                |                                           |                                           |                                                              |                                                              |                                                              |                                                              |                                                              |                                                              |                                   |                                   |                                                                        |                                                                        |                                                                        |                                                                        |                                                                        |                                                                        |                               |                               |                                                              |                                                              |                                                              |                                                              |                                                              |                                                              |                             |                             |                                                           |                                                           |                                                           |                                                           |                                                           |                                                           |  |  |  |  |  |  |  |  |  |  |  |  |  |  |  |  |  |  |  |  |  |  |  |  |  |  |  |  |  |  |  |  |  |  |  |  |  |  |  |  |  |  |  |  |  |  |  |  |
| Wilhelm II. (Deutscher Kaiser)                                                 | Wilhelm II. (Deutscher Kaiser)                                                 | Wilhelm II. (Deutscher Kaiser)                                                 | Wilhelm II. (Deutscher Kaiser)                                                 | Wilhelm II. (Deutscher Kaiser)                                                 | Wilhelm II. (Deutscher Kaiser)                                                 |  |  | Charlotte (Herzogin von Sachsen-Meiningen)                                                 | Charlotte (Herzogin von Sachsen-Meiningen)                                                 | Charlotte (Herzogin von Sachsen-Meiningen)                                                 | Charlotte (Herzogin von Sachsen-Meiningen)                                                 | Charlotte (Herzogin von Sachsen-Meiningen)                                                 | Charlotte (Herzogin von Sachsen-Meiningen)                                                 |  |  | Heinrich (Großadmiral der Kaiserlichen Marine)                                                         | Heinrich (Großadmiral der Kaiserlichen Marine)                                                         | Heinrich (Großadmiral der Kaiserlichen Marine)                                                         | Heinrich (Großadmiral der Kaiserlichen Marine)                                                         | Heinrich (Großadmiral der Kaiserlichen Marine)                                                         | Heinrich (Großadmiral der Kaiserlichen Marine)                                                         |  |  | Sigismund (Prinz von Preußen)                                                  | Sigismund (Prinz von Preußen)                                                  | Sigismund (Prinz von Preußen)                                                  | Sigismund (Prinz von Preußen)                                                  | Sigismund (Prinz von Preußen)                                                  | Sigismund (Prinz von Preußen)                                                  |                                           |                                           | Viktoria (Prinzessin zu Schaumburg-Lippe)                    | Viktoria (Prinzessin zu Schaumburg-Lippe)                    | Viktoria (Prinzessin zu Schaumburg-Lippe)                    | Viktoria (Prinzessin zu Schaumburg-Lippe)                    | Viktoria (Prinzessin zu Schaumburg-Lippe)                    | Viktoria (Prinzessin zu Schaumburg-Lippe)                    |                                   |                                   | Waldemar                                                               | Waldemar                                                               | Waldemar                                                               | Waldemar                                                               | Waldemar                                                               | Waldemar                                                               |                               |                               | Sophie (Königin der Hellenen)                                | Sophie (Königin der Hellenen)                                | Sophie (Königin der Hellenen)                                | Sophie (Königin der Hellenen)                                | Sophie (Königin der Hellenen)                                | Sophie (Königin der Hellenen)                                |                             |                             | Margarethe                                                | Margarethe                                                | Margarethe                                                | Margarethe                                                | Margarethe                                                | Margarethe                                                |  |  |  |  |  |  |  |  |  |  |  |  |  |  |  |  |  |  |  |  |  |  |  |  |  |  |  |  |  |  |  |  |  |  |  |  |  |  |  |  |  |  |  |  |  |  |  |  |